# Valeriano Weyler

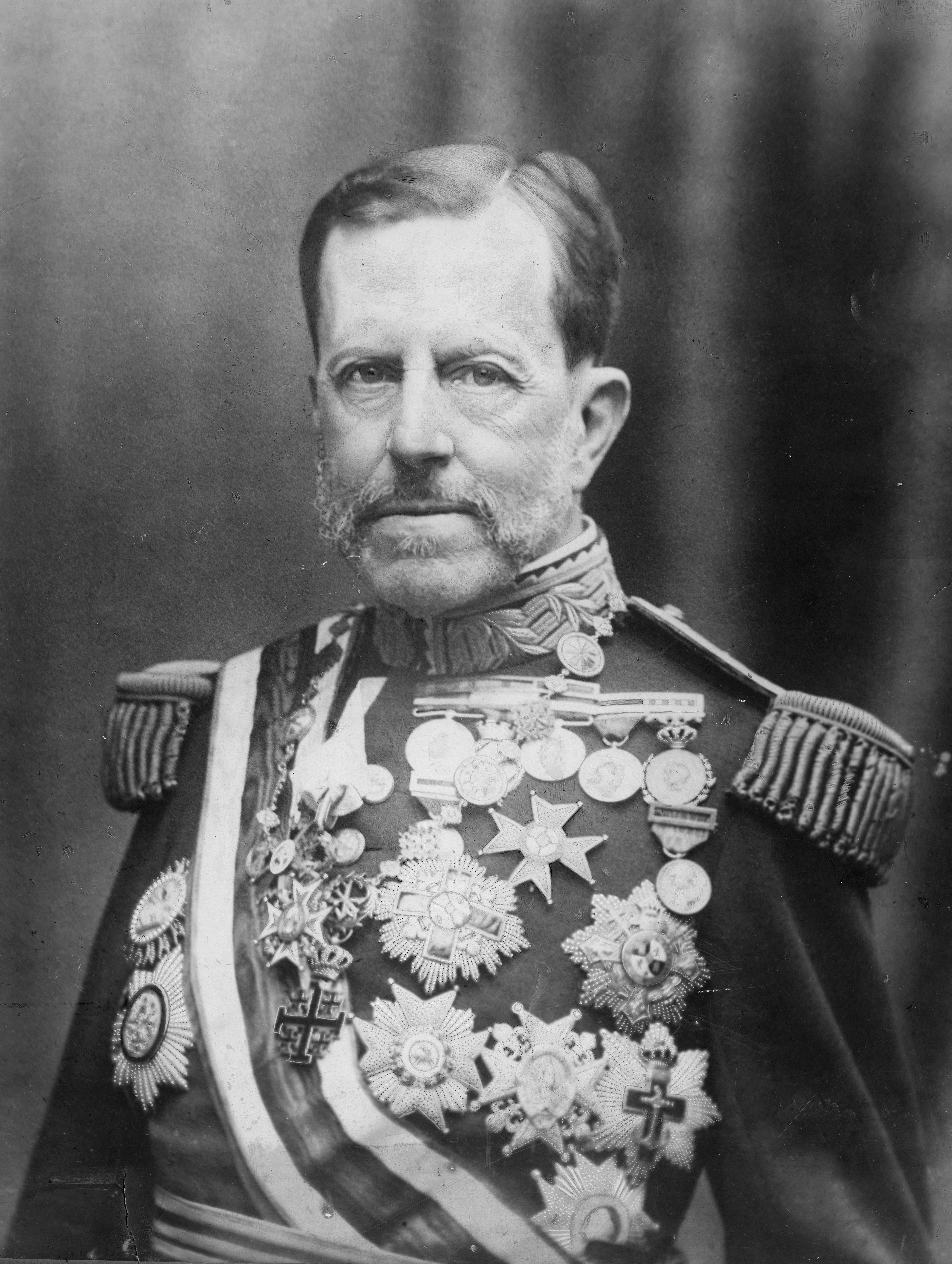
Valeriano Weyler

Valeriano Weyler y Nicolau (katalanisch: Valerià Weyler i Nicolau) (* 17. September 1838 in Palma; † 20. Oktober 1930 in Madrid) war ein spanischer General und Gouverneur.

## Werdegang
Weyler wurde als Sohn einer spanischen Mutter und des preußischstämmigen Militärarztes Fernando Weyler y Laviña (1808–1879) geboren. Im Alter von 20 Jahren schloss er die Ausbildung an der Infanterie-Schule von Toledo ab und begann seine Karriere als Leutnant. Er diente von 1868 bis 1872 in Kuba, wo er eine Freiwilligeneinheit (Voluntarios) aufbaute. 1878 wurde Weyler General.
Für seine Verdienste bei der Leitung der spanischen Truppen auf den Philippinen ab 1888 erhielt er den Orden La Cruz Grande de Maria Cristina. Während seiner Dienstzeit auf den Philippinen häufte er große Reichtümer an, meist „Geschenke“ (als Gegenleistungen für „Gefälligkeiten“ des Generals) von chinesischen Geschäftsleuten.
Nach dem Beginn des kubanischen Unabhängigkeitskrieges 1895 war er von 1896 bis 1897 Generalgouverneur auf Kuba. Im Kampf gegen die Aufständischen ließ er anordnen, dass sich diejenigen Bauern, die nicht als Aufständische behandelt werden wollten, in befestigten Lagern konzentrieren müssten, den sogenannten campos de reconcentración (Konzentrationslager), ohne allerdings ihre Versorgung mit Lebensmitteln und Wasser sicherzustellen. Diese Praxis forderte „mehr als 100.000“ Todesopfer. Die von ihm angelegten Lager gelten als erster Vorläufer der Konzentrationslager des 20. Jahrhunderts und dienten der britischen Kolonialmacht in Südafrika als Vorbild im Zweiten Burenkrieg.
Weylers brutales Vorgehen sowohl gegen die Aufständischen als auch gegen die Zivilbevölkerung Kubas trug ihm in angelsächsischen Medien den Beinamen „The Butcher“ (Der Schlächter) ein und diente den USA mit als Vorwand für den Spanisch-Amerikanischen Krieg, der mit einer spanischen Niederlage endete. 
Im weiteren Verlauf seiner Karriere bemühte sich Weyler um politische Ämter und war mehrfach spanischer Kriegsminister (1901–1902, 1905, 1906–1907) und Generalstabschef (1916–1922, 1923–1925). Valeriano Weyler, bereits seit 1887 Marquis von Teneriffa, wurde 1920 per königlichem Dekret zum Herzog von Rubí und zum Granden ernannt.
In den 1920er Jahren wurde er wegen seiner Opposition gegen den Militärdiktator Miguel Primo de Rivera angeklagt und inhaftiert. Er starb am 20. Oktober 1930 in Madrid.
In Palma de Mallorca und Santa Cruz de Tenerife sind ihm zu Ehren zentrale Plätze als Plaza Weyler benannt. In Anbetracht Weylers umstrittenem Wirkens auf Kuba hat es seit 2008 wiederholt Initiativen gegeben, diese Plätze umzubenennen, die bisher jedoch ohne Erfolg geblieben sind.